# Гапон Світлана Василівна
Гапон Світлана Василівна (30 січня 1958, Іванівка, Семенівський район, Полтавська область) — український вчений-біолог, професор, доктор біологічних наук.

## З творчої біографії

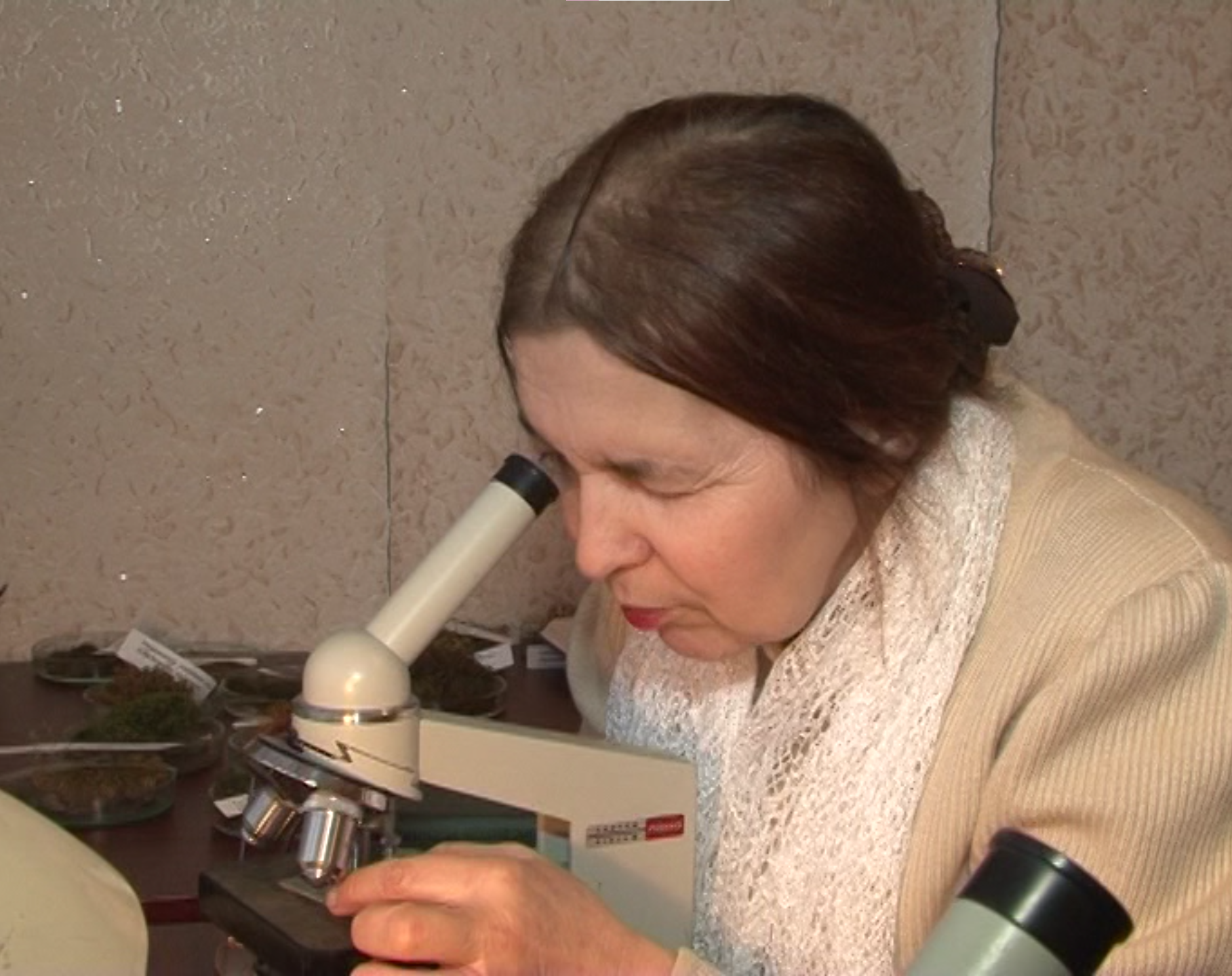
Визначення мохоподібних під мікроскопом.

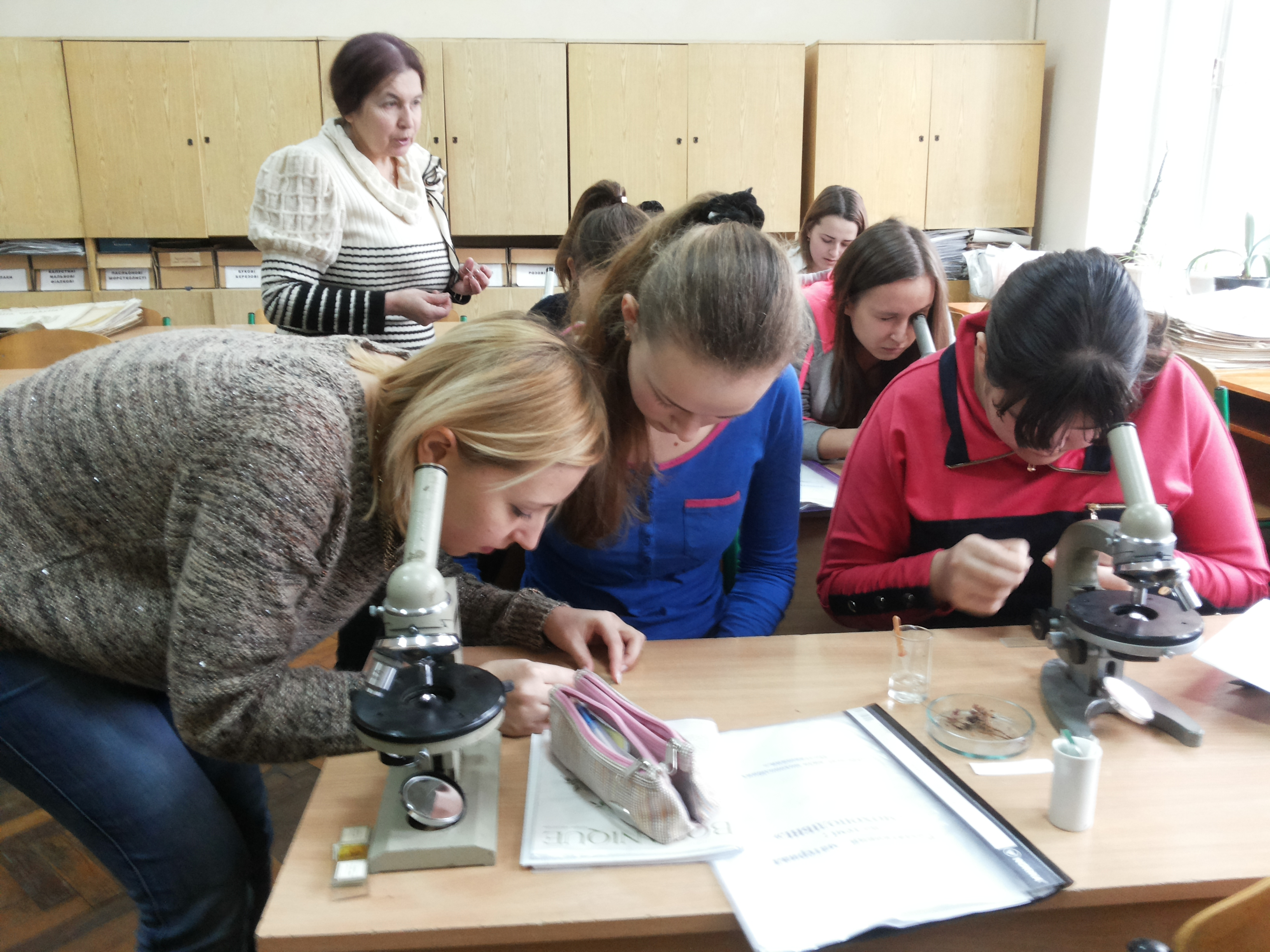
Популяризація бріології.

Кандидат наук  з 1993 року, доктор біологічних наук — із 2011. Докторська дисертація на тему: «Мохоподібні Лісостепу України (рослинність та флора)»
Професор кафедри ботаніки, екології та методики навчання біології Полтавського національного педагогічного університету ім. В. Г. Короленка, відомий вчений-бріолог в Україні.

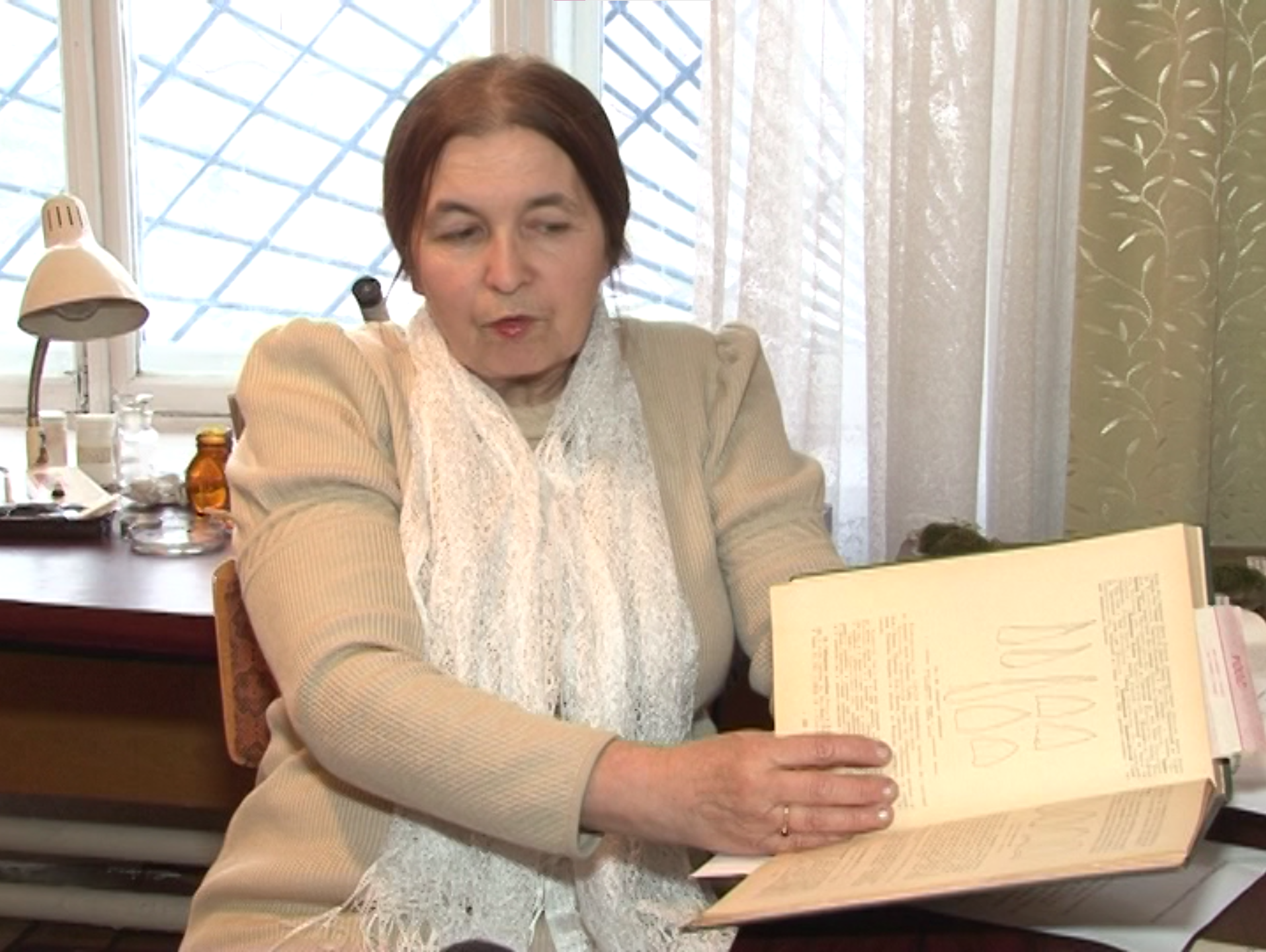
Лекція з бріології.

До кола наукових інтересів входять бріологія, бріосинтаксономія, ботаніка, флористика, фітоценологія, геоботаніка, синтаксономія, екологія, созологія.

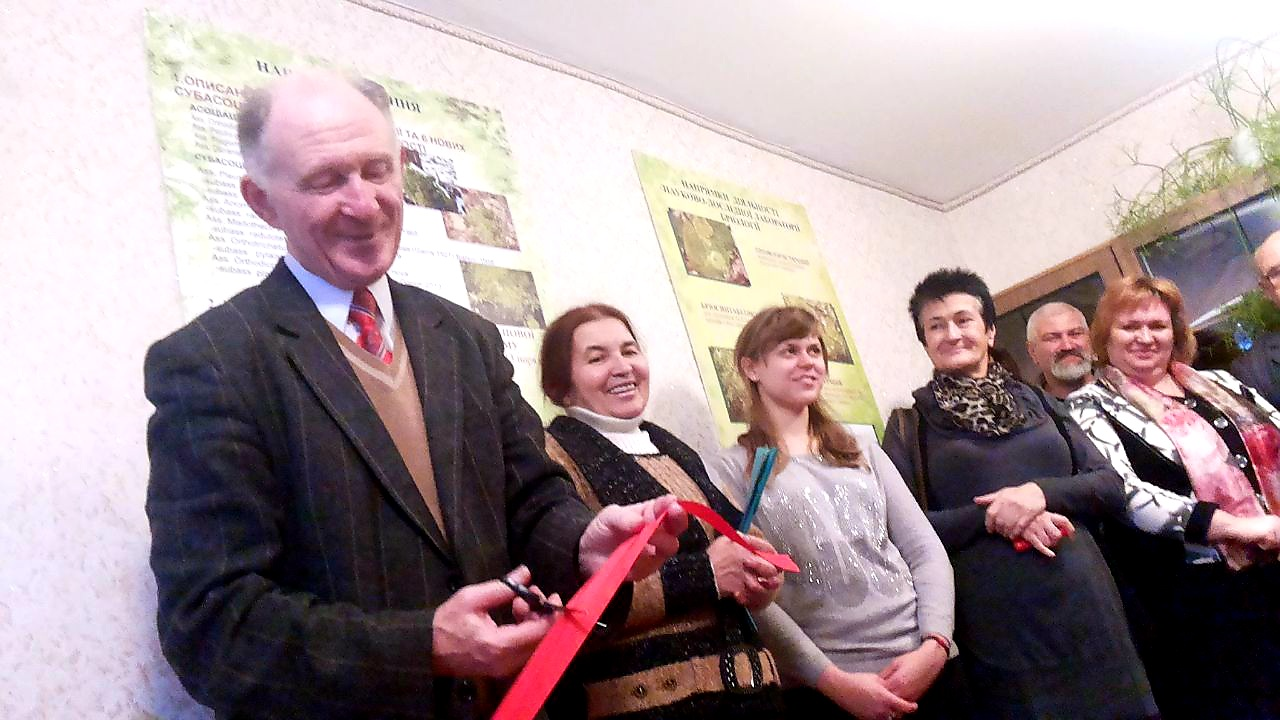
Відкриття лабораторії бріології у Полтаві.

У лютому 2015 року в рамках міжнародної науково - практичної конференції : " Теоретичні та прикладні аспекти розвитку природничих дисциплін", що пройшла у Полтаві, було відкрито науково - дослідну лабораторію бріології.

## Праці

### Підручники та начальні посібники

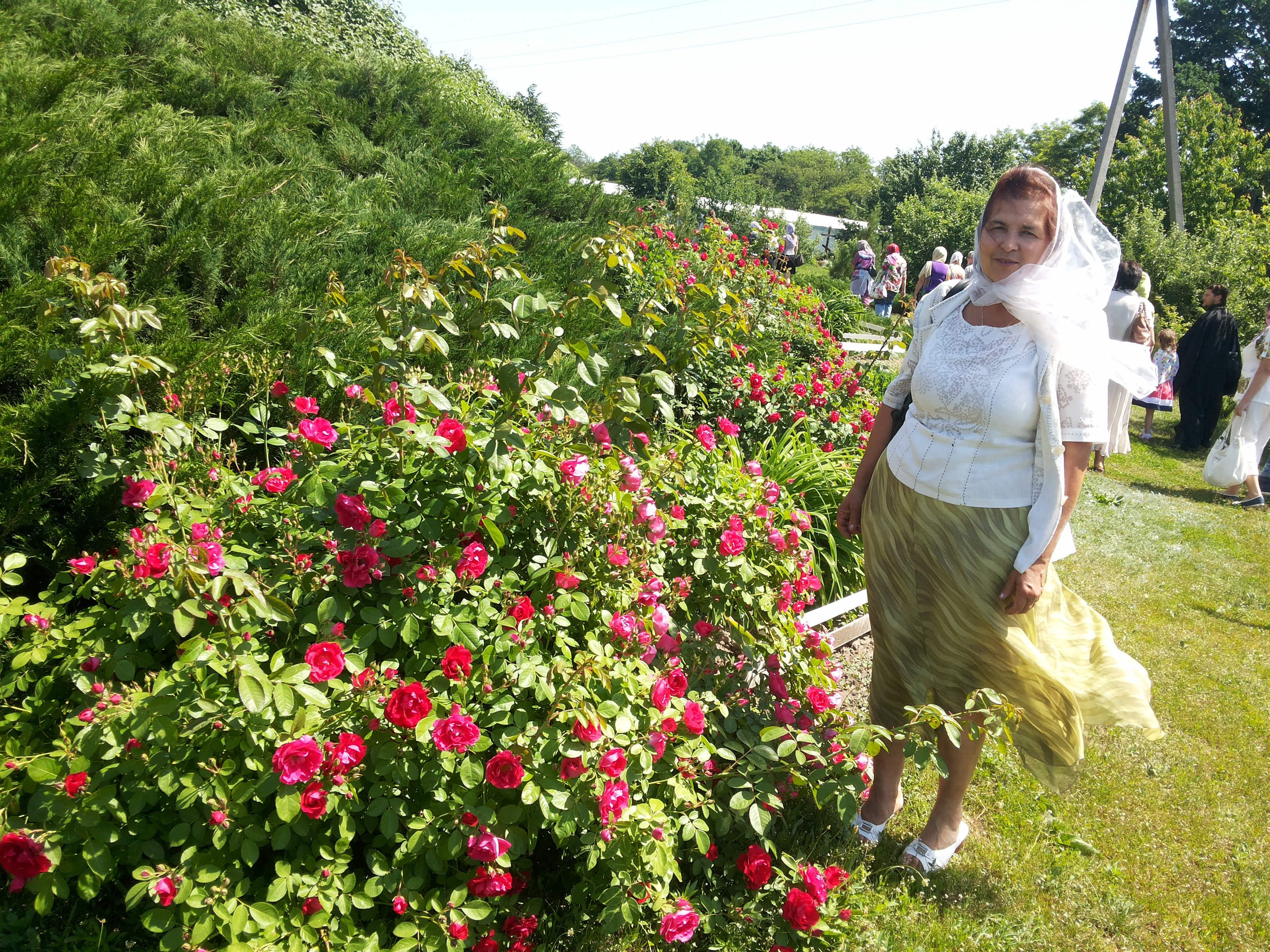
"Каришинські читання", 30.05.13.

1. Гапон С. В. Ботаніка. Тестові завдання з нормативного курсу за ОКР «Бакалавр». Полтава, 2012. — 80 с.
2. Гапон С. В. Геоботаніка. [навчальний посібник] Полтава, 2012. — 77 с.
3. Гапон С. В. Флора та рослинність України [навчальний посібник] Полтава, 2012. — 52 с.
4. Гапон С. В. Геоботаніка. [навчальний посібник]. — друге видання, перероблене. — Полтава, 2014. — 138 с.
5. "Каришинські читання", 30.05.13.Гапон С. В. Флора та рослинність України [навчальний посібник] друге видання, перероблене. — Полтава, 2014. — 87с.
6. Смоляр Н. О., Гапон С. В., Беседіна І. С. та ін. Заповідними стежинами полтавського краю / Робочий зошит-путівник Всеукраїнського експедиційно-польового збору команд юних екологів із дослідження біорізноманітності природно-заповідних територій. — Навчально-методичний посібник для позашкільної освіти. — Полтава, АСМІ, 2014. — 130 с.

### Монографії
1. Байрак О. М., Гапон С. В., Леванець А. А. Безсудинні рослини Лівобережного Лісостепу України.– Полтава: Верстка, 1998. — 160 с.
2. Байрак О. М., Самородов В. М., Стецюк Н. О., та ін. Збережи, де стоїш, де живеш. — Полтава: Верстка, 1998. — 204 с.
3. Гапон С. В. Епіфітна та епіксильна мохова рослинність лісостепової зони України / в монографії В. А. Соломаха Синтаксономія рослинності України, третє наближення — К. Фітосоціоцентр, 2008. — 295 с.
4. Гапон С. В. Бріоугруповання Лісостепу України. — Полтава, 2013. — 254 с.

### Інше
- «Мохоподібні природного заповідника „Горгани“», 2006,
- «Епіксильні бріоугруповання природно-заповідних територій півдня Лісостепу України», 2009
- «Епіфітні біоугруповання ландшафтного заказника Чорноліський», 2009
- «Мохоподібні Голицького ботаніко-ентомологічного заказника (Тернопільська обл.) // Проблеми відтворення та охорони біорізноманіття України в світлі вчення про ноосферу», 2009
- «Рідкісні і зникаючі мохоподібні Полтавщини та шляхи їх збереження», 2009
- «Особливості структури мохового покриву Лісостепу України», 2010
- «Мохоподібні Лісостепу України (рослинність та флора): автореферат дисертації доктора біологічних наук», 2011
- «Еколого-ценотичні та флористичні особливості збереження біорізноманіття мохоподібних проектованого регіонального ландшафтного парку „Гадяцький“ (Полтавська обл.)», 2014